# Lavieville Communal Cemetery
Lavieville Communal Cemetery is een begraafplaats gelegen in de Franse plaats Lavieville (Somme). De militaire graven worden onderhouden door de Commonwealth War Graves Commission.
De begraafplaats telt 8 geïdentificeerde Gemenebest graven, waarvan 7 uit de Eerste Wereldoorlog en een uit de Tweede Wereldoorlog.